# Gran Premi de Bèlgica del 1958

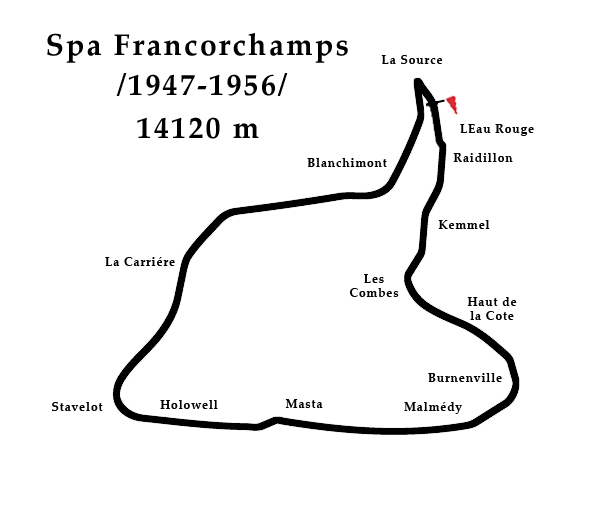
Mapa del circuit de Spa-Francorchamps.

Resultats del Gran Premi de Bèlgica de Fórmula 1 disputat la temporada 1958 al circuit de Spa Francorchamps el 15 de juny del 1958.

## Resultats
| Pos | No | Pilot                    | Equip           | Voltes | Temps/ Retirada  | Pos. de sortida | Punts |
| --- | -- | ------------------------ | --------------- | ------ | ---------------- | --------------- | ----- |
| 1   | 4  | Tony Brooks              | Vanwall         | 24     | 1h 37' 06. 3     | 5               | 8     |
| 2   | 16 | Mike Hawthorn            | Ferrari         | 24     | + 20.7 s         | 1               | 7     |
| 3   | 6  | Stuart Lewis-Evans       | Vanwall         | 24     | + 3' 00. 9 min.  | 11              | 4     |
| 4   | 40 | Cliff Allison            | Lotus - Climax  | 24     | + 4' 15. 5 min.  | 12              | 3     |
| 5   | 10 | Harry Schell             | BRM             | 23     | + 1 Volta        | 7               | 2     |
| 6   | 20 | Olivier Gendebien        | Ferrari         | 23     | + 1 Volta        | 6               |       |
| 7   | 28 | Maurice Trintignant      | Maserati        | 23     | + 1 Volta        | 16              |       |
| 8   | 24 | Roy Salvadori            | Cooper - Climax | 23     | + 1 Volta        | 13              |       |
| 9   | 36 | Jo Bonnier               | Maserati        | 22     | + 2 Voltes       | 14              |       |
| 10  | 26 | Maria Teresa de Filippis | Maserati        | 22     | + 2 Voltes       | 19              |       |
| Ret | 38 | Paco Godia               | Maserati        | 22     | Motor            | 18              |       |
| Ret | 22 | Jack Brabham             | Cooper - Climax | 16     | Sobreescalfament | 8               |       |
| Ret | 42 | Graham Hill              | Lotus - Climax  | 12     | Motor            | 15              |       |
| Ret | 18 | Luigi Musso              | Ferrari         | 5      | Accident         | 2               |       |
| Ret | 14 | Peter Collins            | Ferrari         | 5      | Sobreescalfament | 4               |       |
| Ret | 8  | Jean Behra               | BRM             | 5      | Pressió de l'oli | 10              |       |
| Ret | 32 | Wolfgang Seidel          | Maserati        | 4      | Palier           | 17              |       |
| Ret | 2  | Stirling Moss            | Vanwall         | 0      | Motor            | 9               |       |
| Ret | 30 | Masten Gregory           | Maserati        | 0      | Motor            | 3               |       |

## Altres
- Pole: Mike Hawthorn 3' 57. 1

- Volta ràpida: Mike Hawthorn 3' 58. 3 (a la volta 24)